# Mirjam Tally
Mirjam Tally (Tallinn, 1976. november 28. –) észt zeneszerző.

## Karrier
2003-ban végzett az Észt Zene- és Színházi Akadémián. 1998. és 2004. között a Klassikaraadio műsorvezetője volt. 2003-2006 között a Muusika magazin szerkesztője volt. 2000 óta a Észt Zeneszerzők Szövetsége (Eesti Heliloojate Liit / EHL) tagja. 2006 ősze óta Visbyben él és dolgozik a svédországi Gotland szigetén.  2007 óta a Svéd Zeneszerzők Szövetsége (Föreningen svenska tonsättare / FST) tagja.

## Művei (válogatás)
- Swinburne (Hasso Krull szövege alapján,, 2000)
- Swimming Bach (2001)
- Firs falling into December (2001)
- The Rowan sea (2002)
- All landscapes are waxen (2002)
- Flageolets (2003)
- Flow (2004/2006)
- Turbulence (2006)
- Birds and shadows (2008)
- Blow (2009)
- Allikas: Hommage à Joseph Haydn (2009)

## Díjai
- 2004: Heino Eller zenei díj[2]
- 2008: A Svéd Királyi Zeneakadémia kis Christ-Johnson-díja a "Turbulence"-ért[2]
- 2009: Észt Kulturális Alapítvány Hangművészeti Alapítvány éves díja (fényes kreatív év)

## Fordítás
Ez a szócikk részben vagy egészben  a   Mirjam Tally című angol Wikipédia-szócikk ezen változatának fordításán alapul.  Az eredeti cikk szerkesztőit annak laptörténete sorolja fel. Ez a jelzés csupán a megfogalmazás eredetét és a szerzői jogokat jelzi, nem szolgál a cikkben szereplő információk forrásmegjelöléseként.